# 顯斑乳突天竺鯛
顯斑乳突天竺鯛（学名：Fowleria marmorata），又名大面側仔、大目側仔，为輻鰭魚綱鈎頭魚目天竺鯛科乳突天竺鯛屬下的一个种。其种加词“marmorata”意为“大理石纹的”。分布於印度太平洋區，從紅海至萊恩群島、馬克薩斯群島和社會群島，北至琉球群島，南至大堡礁南部，深度0至37公尺，體延長，呈長橢圓形，體側扁，頭大、眼大、口大且斜裂，前鰓蓋骨邊緣具鋸齒，鰓蓋骨後緣棘不發達，體被弱櫛鱗，鰓蓋具一大白色緣之黑色眼斑，體色紅棕色，體側約有10條暗紅色橫帶，背鰭2個，尾鰭截形，背鰭硬棘8枚、背鰭軟條9枚、臀鰭硬棘2枚、臀鰭軟條8枚，體長可達7.5公分，棲息在沿海珊瑚、海藻生長茂盛的礁石區或碎石區，夜間活動，肉食性，以浮游生物為食，繁殖期時，雄魚具有口孵習性，卵約7日化成仔魚，由雄魚吐出，具短暫的仔魚飄浮期，生活習性不明。